# Freaky
Freaky är en amerikansk slash-komedifilm regisserad av Christopher Landon med manus av Landon och Michael Kennedy. Filmen fungerar som en spin-off film i Happy Death Day-universum. I filmen medverkar Vince Vaughn och Kathryn Newton. Jason Blum fungerar som producent under Blumhouse Productions.
Filmen släpptes den 13 november 2020 av Universal Pictures. Filmen fick generellt positiva recensioner från kritiker, som berömde Vaughn och Newtons prestanda, liksom blandningen av skräck och komedi.

## Handling
Gymnasieeleven Millie Kessler (Kathryn Newton) blir det nyaste målet för Blissfield Butcher (Vince Vaughn), en ökänd seriemördare.

## Rollista
- Vince Vaughn som Blissfield Butcher
- Kathryn Newton som Millie Kessler
- Katie Finneran som Paula Kessler
- Dana Drori som Charlene "Char" Kessler
- Celeste O'Connor som Nyla Chones
- Misha Osherovich som Josh Detmer
- Uriah Shelton som Booker Strode
- Alan Ruck som Mr. Fletcher

## Produktion
I början av augusti 2019 meddelades det att Christopher Landon skulle skriva och regissera en ny skräckfilm, med Jason Blum som producent under Blumhouse Productions. Specifika handlingsdetaljer avslöjades inte, men berättelsen skulle enligt uppgift följa en våldsam figur som orsakar kaos i en liten stad. Produktionen förväntades börja i oktober i Atlanta, Georgia, och det spekulerades i att det skulle kunna vara en reboot av Scream. Landon avslöjade dock senare att filmen inte var en ny reboot av Scream, han uppgav att det kommande projektet skulle bli en originalberättelse med inspiration från Mary Rodgers Freaky Friday. Boken har filmats flera gånger tidigare, bland annat som Åh vilken fredag (1976), Freaky Friday (2003), och Freaky Friday (2018).
Senare i augusti tillkännagavs att Kathryn Newton och Vince Vaughn hade rollbesatts med i filmen, och manuset skrevs av Landon och Michael Kennedy. I oktober 2019 rollbesattes Uriah Shelton, Alan Ruck, Katie Finneran, Celeste O'Connor och Misha Osherovich med i filmen.

## Mottagande
Den 21 november 2020 på Rotten Tomatoes hade filmen ett godkännande på 84% baserat på 174 recensioner, med ett genomsnittligt betyg på 6,9/10. På Metacritic har filmen ett medelvärde på 66 av 100 poäng baserat på 34 kritiker, vilket indikerar "allmänt gynnsamma recensioner."
Ryan Larson från Consequence of Sound gav filmen ett "A−" och sa att "med en otrolig stödjande rollbesättning och två engagerande huvudroller, Freaky är en fullständig explosion som får Landon att komma närmare och närmare mästare som Wes Craven och John Carpenter."

## Framtid
Producenten Jason Blum har uttryckt sin önskan om en Freaky uppföljare.